# Lędziechowo
Lędziechowo (deutsch Landechow) ist ein Dorf in der Woiwodschaft Pommern in Polen. Es gehört zur Gmina Nowa Wieś Lęborska (Gemeinde Neuendorf) im Powiat Lęborski (Lauenburger Kreis). 
Das Dorf liegt in Hinterpommern, etwa 250 km nordöstlich von Stettin und etwa 70 km nordwestlich von Danzig.
Seit dem 19. Jahrhundert bildete Landechow einen eigenen politischen Gutsbezirk. Mit der Bildung von Amtsbezirken in Preußen im Jahre 1874 wurde der Gutsbezirk Landechow dem Amtsbezirk Labehn zugeordnet, der 6 Gemeinden und Gutsbezirke umfasste. Im Jahre 1910 wurden in Landechow 358 Einwohner gezählt. 
Mit der Auflösung der Gutsbezirke in Preußen wurde Landechow 1928 in die benachbarte Landgemeinde Labehn eingemeindet. Zum 1. April 1934 wurde Landechow wieder ausgegliedert und bildete dann bis 1945 eine eigene Landgemeinde im Kreis Lauenburg in der preußischen Provinz Pommern. In der Gemeinde bestanden neben Landechow keine benannten Wohnplätze.
1945 kam Landechow, wie alle Gebiete östlich der Oder-Neiße-Linie, an Polen. Landechow erhielt den polnischen Ortsnamen „Lędziechowo“.

## Söhne und Töchter des Ortes
- Georg Fließbach (1864–1934), deutscher Rittergutsbesitzer und Mitglied des Preußischen Abgeordnetenhauses